# Toon Vrancken
Toon Vrancken is een personage uit de Vlaamse soap Thuis. Vrancken wordt gespeeld door Bill Barberis en is sinds 31 oktober 2013 een van de hoofdpersonages in de serie. In maart 2017 was hij voor het laatst te zien.

## Fictieve biografie
Toon werkte al enige tijd in het klusjesbedrijf "De Kabouters", wat wordt geleid door Sam De Witte, alvorens Frank Bomans wordt aangenomen. Het klikt niet tussen Frank en Toon. Toon kan het niet laten om opmerkingen te maken over Frank zijn leeftijd en saboteert zijn werk meermaals. Zo verknoeit hij bijvoorbeeld opzettelijk de tegels, die Frank op maat knipte, tijdens de renovatie van de stallen van "Zus & Zo". Ook steelt hij de kleren van Frank terwijl deze laatste een douche neemt.
Toon heeft in zijn opbergkast een foto hangen van zijn vriendin. Uit wraak van het douche-incident zet Frank een soort val op waardoor de foto wordt overgoten met verf. Dan blijkt dat Toon zijn vriendin enkele jaren eerder zelfmoord pleegde en dat dit de enige foto is die hij nog had. Toon wil echter niet dat Frank dit te weten komt. Ook Toon neemt wraak en saboteert een elektriciteitskast die Frank dient aan te sluiten. Frank wordt geëlektrocuteerd en krijgt hierdoor een hartstilstand. Hij wordt gereanimeerd en belandt voor enkele dagen in het ziekenhuis. Eddy Van Notegem tracht Frank te doen inzien dat dit incident mogelijk geen ongeval was. Frank gaat op onderzoek en kan uiteindelijk Toon doen bekennen dat de kast inderdaad gesaboteerd was. Frank komt dan ook het verhaal over de zelfmoord te weten.
Sam verneemt dat Toon verantwoordelijk is voor het ongeval en ontslaat hem op staande voet. Ze erkent wel dat het een moeilijke beslissing was en ze hoopt dat Toon niet aan lagerwal geraakt omdat ze denkt dat hij psychologische problemen heeft.
Uiteindelijk neemt Luc Bomans Toon aan als evenementenleider in zijn nieuwe bedrijf. Hij doet zijn werk goed maar werkt liever met zijn handen.
Wanneer Bram naar Frankrijk vertrekt, kunnen Adil en Frank het niet meer aan. Daarom zoekt Sam een nieuwe werkkracht. Frank dringt erop aan om Eddy Van Notegem aan te nemen, maar Sam wil niet vanwege zijn verleden. Daarom vraagt Sam aan Frank om Toon terug aan te nemen. Voor Frank is dat goed, dus werkt Toon terug voor De Kabouters.
Sam en Luc hebben een afspraak omtrent de fietstochten die Luc organiseert. Zo mag Toon van Sam deze fietstochten nog steeds begeleiden tot Luc een nieuwe werkkracht heeft gevonden. 
Vervolgens begint Toon een korte affaire met Jana Blomaert, die oorspronkelijk begonnen was om Lowie Bomans jaloers te maken. Beiden hebben ze de smaak te pakken en ze duiken geregeld samen de koffer in. Jana is echter niet de enige verovering van Toon. Wat later krijgt hij een relatie met Wendy, de ex-vrouw van Renzo Fierens. Wanneer het allemaal wat te serieus wordt voor Toon, neemt hij afstand. Hij kan zich duidelijk nog niet binden. Ook Tamara passeert de revue, wanneer hij met haar naar bed gaat en filmt om zo Tamara terug te pakken vanwege haar pestgedrag tegenover Olivia Hoefkens. Tamara werd uiteindelijk ongewenst zwanger en dit was voor Toon een keerpunt. Hij besefte dat het zo niet verder kon en hield zich voorlopig wat op de achtergrond, wat vrouwen betreft. Maar dat was buiten advocaat Karin Baert gerekend, met wie de Kabouter geregeld het bed (of Karins bureau) deelde.
De rode draad in Toon zijn liefdesleven blijft echter dokter Judith Van Santen, op wie hij al een hele tijd een oogje heeft. Tussen hen beiden heerst er al lange tijd spanning, en er werd al eens gekust. Toch is het nooit wat geworden. Wanneer de nieuwe Franky, Kaat Bomans, opduikt, heeft Toon een nieuwe vlam gevonden. Hij besefte echter nog niet dat Kaat vroeger Franky was. Wanneer hij dit ontdekt, wil hij niets met haar te maken hebben. Wat later draait hij gelukkig bij en worden de twee close. Uiteindelijk, na veel aarzeling van Toon, duiken ook deze twee het bed in. Toon zit echter in de knoop met zichzelf na deze feiten, omdat hij het maar niet kan vergeten dat Kaat oorspronkelijk een man was. Hij negeert haar en stoot haar uiteindelijk van zich af.
Op een eenzame avond belt dokter Judith aan, met wie hij geregeld gaat joggen. Uit frustratie en kwelling begint hij haar te kussen. Judith is daarentegen niet meer geïnteresseerd en wil hem van zich duwen. Wanneer dat niet lukt, probeert Toon haar te verkrachten. Uiteindelijk slaagt Judith er toch in te ontsnappen.
Kaat zoekt Toon enkele dagen later terug op en blijft overnachten. De volgende ochtend geeft Toon haar zijn sleutel van zijn appartement zodat zij altijd binnen kan, ook wanneer hij er niet is. Wanneer Kaat 's avonds het appartement betreedt, is dit leeg: Toon is met de noorderzon verdwenen. Hij heeft een nota achtergelaten met de melding:" Kaat, ik verdien u niet." Judith krijgt van hem een sms met de melding: "Sorry voor alles."